# SN 1992V
SN 1992V – supernowa typu Ia odkryta 22 kwietnia 1992 roku w galaktyce PGC0041858. W momencie odkrycia miała maksymalną jasność 18,00m.